# Фрактура
Фракту́ра (нем. Fraktur — надлом) — поздняя разновидность готического письма, возникшая в XVI—XVIII вв. В гитлеровской Германии фрактуры использовались как элемент нацистской пропаганды. Предполагалось, что фрактуры олицетворяют основательность, серьёзность и глубину, тогда как повсеместно распространённая в то время в Европе антиква свидетельствует о лёгкости, несерьёзности и поверхностности, чуждых немецкому духу. Но в 1941 году использование фрактуры в Третьем рейхе было запрещено. Запрет был связан якобы с возможным влиянием на фрактуру евреев. Однако более убедительная теория такова: запрет был связан с тем, что жители оккупированных территорий и ввезённые в страну иностранные рабочие зачастую не могли свободно читать тексты, написанные с использованием фрактуры. Особенно трудными для восприятия были, например, строчные s, k и многие прописные. Кроме того есть мнение, что Гитлер имел предубеждение против фрактур задолго до запрета.

## История
Фрактура зародилась в начале XVI столетия, когда по заказу Максимилиана I Иеронимус Формшнайдер разработал новый шрифт для гравюры Альбрехта Дюрера. В дальнейшем на нём был издан «Тойерданк» — поэтическое произведение Максимилиана I. С тех пор швабахер и текстура утратили прежнюю популярность в Германии, уступив фрактуре, активно использовавшейся вплоть до XX века.